# Krysten Ritter
Krysten Alyce Ritter (Bloomsburg, 16 de desembre de 1981) és una actriu estatunidenca. Va guanyar protagonisme interpretant a Jane Margolis a la sèrie dramàtica d'AMC Breaking Bad (2009-2010), un paper que va repetir a la pel·lícula derivada El Camino (2019). Va obtenir més reconeixement pels seus papers principals a la comèdia d'ABC Don't Trust the B---- a Apartment 23 (2012-2013) i com a personatge principal de la sèrie de superherois Jessica Jones (2015-2019) i la minisèrie The Defenders (2017), ambdues de Netflix i ambientades al Marvel Cinematic Universe.
Al cinema, Ritter va aparèixer a les comèdies romàntiques 27 Dresses (2007), What Happens in Vegas (2008), Confessions of a Shopaholic (2009) i She's Out of My League (2010). Va escriure, coproduir i protagonitzar la comèdia Life Happens (2011), que va ser seguida de papers a la comèdia de terror Vamps (2012), la comèdia drama Listen Up Philip (2014), el drama biogràfic Ulls grossos (2014), el drama de comèdia The Hero (2017) i la fantasia fosca Nightbooks (2021).
Ritter també va tenir papers a la sèrie de misteri negre de la UPN Veronica Mars (2005–2006) i la seva continuació en la pel·lícula del 2014, la sèrie dramàtica de comèdia de CW Gilmore Girls (2006–2007) i la sèrie limitada d'HBO Love &amp; Death (2023).

## Biografia

### Modelatge
Ritter va ser captada per un agent de modelatge als 15 anys al seu centre comercial local, el Wyoming Valley Mall, durant un esdeveniment de modelatge. En una entrevista a la revista Philadelphia Style, Ritter va dir que era "alta, descarada, incòmoda i realment, molt prima". Mentre estava a l'escola secundària, va viatjar a la ciutat de Nova York i Filadèlfia per fer de model, i va signar amb l'agència Elite Model Management i Wilhelmina Models. Ritter es va traslladar a Nova York i va establir una carrera de model internacional, apareixent en anuncis impresos i a la televisió. Va fer treballs en revistes, catàlegs i passarel·les a Tòquio, Nova York, París i Milà.

### Actuació
Una audició en la qual Wilhelmina l'havia col·locada per a un comercial de televisió de Wendy's va ajudar a Ritter a passar a actuar. La seva personalitat d'actuació "extrovertida, bombollejant i divertida" havia entretingut a la gent del càsting, va dir a Philadelphia Style. Va guanyar petits papers en pel·lícules a partir del 2001 i va interpretar a una estudiant d'història de l'art dels anys 50 a El somriure de la Mona Lisa el 2003. El 2006, va aparèixer a All This Intimacy, una obra en dos actes, Off-Broadway de Rajiv Joseph, al Second Stage Theatre. (Més tard Ritter va protagonitzar l'estrena del 2011 de l'obra All New People de Zach Braff, també a Second Stage, protagonitzada per Anna Camp, David Wilson Barnes i Justin Bartha i dirigida per Peter DuBois.)
Els primers papers convidats i recurrents de Ritter a la televisió van incloure Gia Goodman, la filla de l'alcalde Woody Goodman (Steve Guttenberg) a la segona temporada de Veronica Mars; l'amiga de Rory Gilmore, Lucy, a Gilmore Girls durant vuit episodis el 2006-07; i la primera iteració d'Allison Stark a la sitcom de la Fox 'Til Death (un paper que finalment van interpretar quatre actrius diferents al llarg del programa).

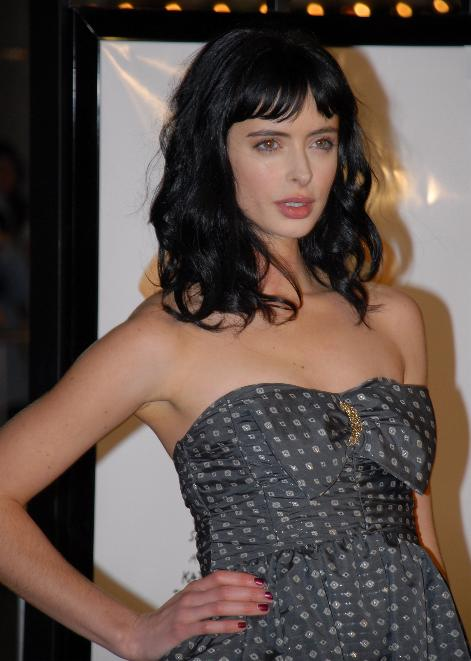
Ritter a l'estrena de 27 Dresses el 2008

Va ser seleccionada com a jove Carol Rhodes en un episodi de la sèrie dramàtica per a adolescents de The CW, Gossip Girl, titulat "Valley Girls", emés l'11 de maig de 2009. L'episodi va ser un pilot per a una proposta de sèrie derivada, ambientada a Los Angeles dels anys vuitanta; destinat a crònica dels anys d'adolescència del personatge Lily van der Woodsen. Ritter va descriure Carol, la germana de Lily, com "la paria" i "una rockera de Sunset Strip dels anys 80" per a Access Hollywood. La sèrie no va ser comprada per la cadena per a la temporada 2009–10, moment en què Ritter va aparèixer com a Jane Margolis a la segona temporada de Breaking Bad.
Ritter va continuar treballant al cinema, sovint elegida en comèdies romàntiques com la millor amiga del personatge principal. Després de papers secundaris a What Happens in Vegas i 27 Dresses (totes dues de 2008), va protagonitzar amb Isla Fisher Confessions of a Shopaholic. Per She's Out of My League, rodada durant tres mesos a Pittsburgh el 2008, va interpretar a Patty, la cínica millor amiga del personatge d'Alice Eve, Molly. Ritter també va protagonitzar How to Make Love to a Woman, basada en el llibre de l'estrella de cinema pornogràfic Jenna Jameson; i va protagonitzar (amb Jason Behr) la pel·lícula independent de 2009 The Last International Playboy, com Ozzy, una addicta a les drogues.
També el 2009, Ritter va vendre un pilot de televisió que va escriure a partir de les seves experiències com a model, titulat Model Camp; i va aparèixer i va dirigir la sèrie web de comèdia Woke Up Dead, també presentant Jon Heder.
Ritter va protagonitzar el 2010 com l'aguda i peculiar Lily a la sèrie de televisió de Starz Gravity, al costat d'Ivan Sergei, Ving Rhames i Rachel Hunter. La comèdia-drama se centra en un grup de supervivents ambulatoris del suïcidi. També va interpretar la gerent d'una banda irlandesa a la comèdia de 2011 Killing Bono, una pel·lícula dirigida per Nick Hamm i basada en el llibre Killing Bono: I Was Bono's Doppleganger, sobre els primers dies d'U2. A partir del gener de 2010, el rodatge de la pel·lícula va durar sis setmanes en ubicacions des de Belfast fins a Londres.
Ritter va protagonitzar i coescriure (amb la directora Kat Coiro) la comèdia independent Life Happens del 2011, amb Kate Bosworth i Rachel Bilson. La pel·lícula tracta sobre dos millors amigues que tracten amb l'embaràs i la maternitat posterior del personatge de Ritter.
Aquell mateix any, Ritter va aparèixer al costat d'Alicia Silverstone i Sigourney Weaver a la pel·lícula de comèdia de terror Vamps, escrita i dirigida per Amy Heckerling. Interpreta a una socialite de Manhattan convertida en vampir.

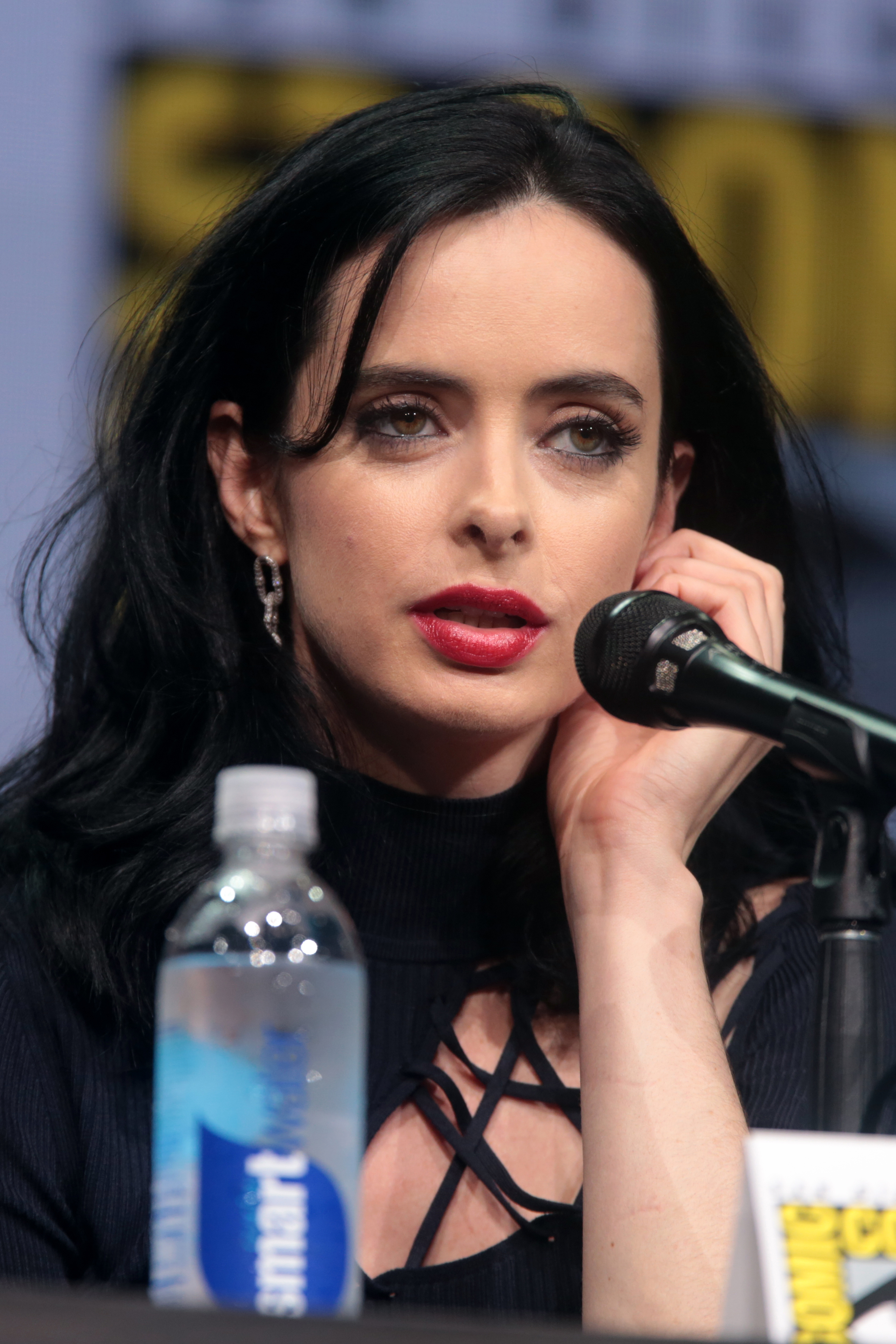
Ritter a la San Diego Comic-Con 2017

El febrer de 2011, Ritter va aconseguir el paper principal a la comèdia de situació de l'ABC Don't Trust the B---- in Apartment 23. Va interpretar a Chloe, una noia de festa i estafadora de la ciutat de Nova York que intenta estafar els seus nous companys d'habitació després d'haver-se mudat, però hi fa amistat i assessora un dels sol·licitants. La sèrie va ser cancel·lada el 22 de gener de 2013, després de dues temporades.
Ritter va protagonitzar dos pilots de comèdia de televisió de l'NBC el 2013 i el 2014 que no es van contractar com a sèries de la xarxa. Va interpretar a Nora, la pilot d'Assistance, basada en l'obra de Leslye Headland. La cadena va anunciar la seva elecció al càsting com a enginyera aeroespacial Dr. Mary Kendricks a la comèdia de temàtica astronauta Mission Control el febrer de 2014; però el 15 d'octubre, NBC va dir que no avançava amb el programa.
Un comunicat de premsa del 9 de juliol de 2013 va declarar que Ritter protagonitzaria el debut com a director de Jake Hoffman, Asthma, sobre l'escena indie rock de la ciutat de Nova York.
El 5 de desembre de 2014, Ritter va ser seleccionada per protagonitzar la sèrie de Marvel Television Jessica Jones en el paper principal, com un antiga superheroïna convertida en investigadora privada. Sobre el seu càsting, la productora adjunta i showrunner Melissa Rosenberg va afirmar que Ritter "aporta tant la duresa com la vulnerabilitat que demana el paper". Ritter va revelar que va llegir el còmic per preparar-se per al paper i va expressar el seu plaer per treballar amb dones. Els 13 episodis de la primera temporada es van estrenar a Netflix el 20 de novembre de 2015. Més tard, Ritter va repetir el paper a The Defenders al costat de Charlie Cox com a Matt Murdock / Daredevil, Mike Colter com Luke Cage i Finn Jones com Danny Rand / Iron Fist, i va tornar per a la segona temporada de Jessica Jones el 2018. Va dirigir un episodi de la tercera temporada de Jessica Jones, que va marcar el seu debut com a directora.

### Altres empreses
Ritter i el seu amic de la infància William Thomas Burnett van formar el duo indie rock Ex Vivian, per al qual Ritter canta i toca la guitarra. El seu àlbum debut homònim es va publicar el 2012 a Burnett's WT Records. La novel·la debut de Ritter, un thriller psicològic titulat Bonfire, va ser publicada el 7 de novembre de 2017 per Crown Archetype.

## Vida personal
Ritter es va traslladar de Brooklyn a Los Angeles el 2007. Promou els drets dels animals, posant per a campanyes publicitàries de PETA, inclosa una campanya que adverteix els propietaris de mascotes dels perills de deixar animals als vehicles durant l'estiu, i una altra contra SeaWorld que mantingui les orques en captivitat. És una àvida cusidora, i ha aparegut a la portada de Vogue Knitting.
Actualment Ritter manté una relació amb el músic Adam Granduciel. El seu fill va néixer el 29 de juliol de 2019.

## Filmografia

### Cinema
| Any  | Títol                           | Paper               | Notes                          |
| ---- | ------------------------------- | ------------------- | ------------------------------ |
| 2001 | Someone Like You                | Model               | Sense acreditar                |
| 2002 | Freshening Up                   | Girl on couch       | Curtmetratge                   |
| 2002 | Garmento                        | Poncho model        |                                |
| 2003 | The Look                        | Mara                |                                |
| 2003 | El somriure de la Mona Lisa     | Art History student |                                |
| 2005 | Slingshot                       | Beth                |                                |
| 2007 | Heavy Petting                   | Innocent bystander  |                                |
| 2008 | The Last International Playboy  | Ozzy                |                                |
| 2008 | 27 Dresses                      | Gina the goth       |                                |
| 2008 | What Happens in Vegas           | Kelly               |                                |
| 2009 | Glock                           | Beretta             | Curtmetratge                   |
| 2009 | Confessions of a Shopaholic     | Suze Cleath-Stuart  |                                |
| 2010 | She's Out of My League          | Patty               |                                |
| 2010 | How to Make Love to a Woman     | Lauren              |                                |
| 2011 | Killing Bono                    | Gloria              |                                |
| 2011 | Life Happens                    | Kim                 | També guionista i coproductora |
| 2011 | Margaret                        | Shopgirl            |                                |
| 2012 | BuzzKill                        | Nicole              |                                |
| 2012 | Vamps                           | Stacy Daimer        |                                |
| 2012 | Refuge                          | Amy                 |                                |
| 2014 | Listen Up Philip                | Melanie             |                                |
| 2014 | Veronica Mars                   | Gia Goodman         |                                |
| 2014 | Asthma                          | Ruby                |                                |
| 2014 | Search Party                    | Christy             |                                |
| 2014 | Ulls grossos                    | DeAnn               |                                |
| 2017 | The Hero                        | Lucy Hayden         |                                |
| 2019 | El Camino: A Breaking Bad Movie | Jane Margolis       |                                |
| 2021 | Nightbooks                      | Natacha             |                                |
| 2024 | Sonic the Hedgehog 3            | TBA                 | Postproducció                  |

### Televisió
| Any       | Títol                                                  | Paper                 | Notes                                                        |
| --------- | ------------------------------------------------------ | --------------------- | ------------------------------------------------------------ |
| 2004      | Whoopi                                                 | Brynn                 | Episodi: "The Squatters"                                     |
| 2004      | One Life to Live                                       | Kay                   | 4 episodis                                                   |
| 2004      | Law & Order                                            | Tracy Warren          | Episodi: "Everybody Loves Raimondo's"                        |
| 2004      | Tanner on Tanner                                       | Saleswoman            | 2 episodis                                                   |
| 2005      | Jonny Zero                                             | Quinn                 | Episodi: "Pilot"                                             |
| 2005–2006 | Veronica Mars                                          | Gia Goodman           | 8 episodis                                                   |
| 2006      | The Bedford Diaries                                    | Erin Kavenaugh        | 2 episodis                                                   |
| 2006–2007 | Gilmore Girls                                          | Lucy                  | 8 episodis                                                   |
| 2006–2007 | 'Til Death                                             | Allison Stark         | 5 episodis                                                   |
| 2006      | Justice                                                | Eva                   | Episodi: "Christmas Party"                                   |
| 2007      | Big Day                                                | Ellen                 | Episodi: "The Ceremony"                                      |
| 2009–2010 | Breaking Bad                                           | Jane Margolis         | 9 episodis                                                   |
| 2009      | Gossip Girl                                            | Carol Rhodes jove     | Episodi: "Valley Girls"                                      |
| 2010      | Gravity                                                | Lily Champagne        | Paper principal                                              |
| 2011      | Love Bites                                             | Cassie                | Episodi: "Firsts"                                            |
| 2012–2013 | Don't Trust the B---- in Apartment 23                  | Chloe                 | Paper principal                                              |
| 2013      | Robot Chicken                                          | Dana Polk (veu)       | Episodi: "Immortal"                                          |
| 2013      | The Cleveland Show                                     | Gina (voice)          | Episodi: "California Dreamin' (All the Cleves Are Brown)"    |
| 2013      | The Eric Andre Show                                    | Ella mateixa          | Episode: "Krysten Ritter; Dominic Monaghan"                  |
| 2014      | The Blacklist                                          | Rowan/Nora Mills      | Episodi: "Lord Baltimore"                                    |
| 2015–2019 | Jessica Jones                                          | Jessica Jones         | Paper principal                                              |
| 2016      | Comedy Bang! Bang!                                     | Ella mateixa          | Episodi: "Krysten Ritter Wears a Turtleneck and Black Boots" |
| 2017      | data-sort-value="Defenders, The"Marvel's The Defenders | Jessica Jones         | Paper principal                                              |
| 2022      | Els Simpsons                                           | Sheila Redfield (veu) | Episodi: "Meat Is Murder"                                    |
| 2023      | Love & Death                                           | Sherry Cleckler       | Paper principal                                              |
| 2023      | Orphan Black: Echoes                                   | Lucy                  | Paper principal                                              |

### Com a directora
| Any  | Títol                 | Notes                            |
| ---- | --------------------- | -------------------------------- |
| 2019 | Jessica Jones         | Episodi: "A.K.A. You're Welcome" |
| 2021 | The Girl in the Woods | 4 episodis                       |

### Websèrie
| Curs | Títol        | Paper  | Notes       |
| ---- | ------------ | ------ | ----------- |
| 2009 | Wake Up Dead | Cassie | 22 episodis |

### Vídeos musicals
| Any  | Títol                            | Artista          | Rol      |
| ---- | -------------------------------- | ---------------- | -------- |
| 1999 | "Waffle"                         | Sevendust        | Extra    |
| 2000 | "Could I Have This Kiss Forever" | Whitney Houston  | Extra    |
| 2017 | "Holding On"                     | The War on Drugs | Concepte |

## Discografia
- Ex-Vivian (2012)

## Premis i nominacions
| Any  | Premi                             | Categoria                                      | Treball nominat                               | Resultat  | Ref.   |
| ---- | --------------------------------- | ---------------------------------------------- | --------------------------------------------- | --------- | ------ |
| 2012 | Teen Choice Awards                | Choice TV: Dolent                              | Don't Trust the B---- in Apartment 23         | Nominat   | [ 40 ] |
| 2015 | Intèrpret de la setmana de TVLine | Intèrpret de la setmana de TVLine              | Jessica Jones Episodi: "AKA You're a Winner!" | Guanyador | [ 41 ] |
| 2016 | Critics' Choice Television Awards | Millor actriu en una sèrie dramàtica           | Jessica Jones                                 | Nominat   | [ 42 ] |
| 2016 | Dorian Awards                     | Actuació televisiva de l'any - Actriu          | Jessica Jones                                 | Nominat   | [ 43 ] |
| 2016 | Webby Awards                      | Assoliment especial: Millor actriu             | Jessica Jones                                 | Guanyador | [ 44 ] |
| 2016 | Premis Saturn                     | Millor Actriu a Televisió                      | Jessica Jones                                 | Nominat   | [ 45 ] |
| 2018 | Premis Saturn                     | Millor actriu de suport a Televisió            | Marvel's The Defenders                        | Nominat   | [ 46 ] |
| 2019 | Premis Saturn                     | Millor actriu en una presentació per Streaming | Jessica Jones                                 | Nominat   | [ 47 ] |